# En Verdensomsejling under Havet (film fra 1916)
En Verdensomsejling under Havet er en amerikansk stumfilm fra 1916 af Stuart Paton.

## Medvirkende
- Dan Hanlon som Aronnax.
- Edna Pendleton.
- Curtis Benton som Ned Land.
- Allen Holubar som Nemo.
- Matt Moore som Bond.